# Київська агломерація
Київська агломерація — агломерація з центром у місті Київ.
Простягається вздовж річки Дніпро. Головні чинники створення та існування агломерації: столиця України, річка Дніпро, перепуття головних транспортних шляхів. Центр розвиненого сільськогосподарського району.
Бориспільський міжнародний аеропорт, міжнародний аеропорт «Київ-Жуляни».

## Склад
Складається з:

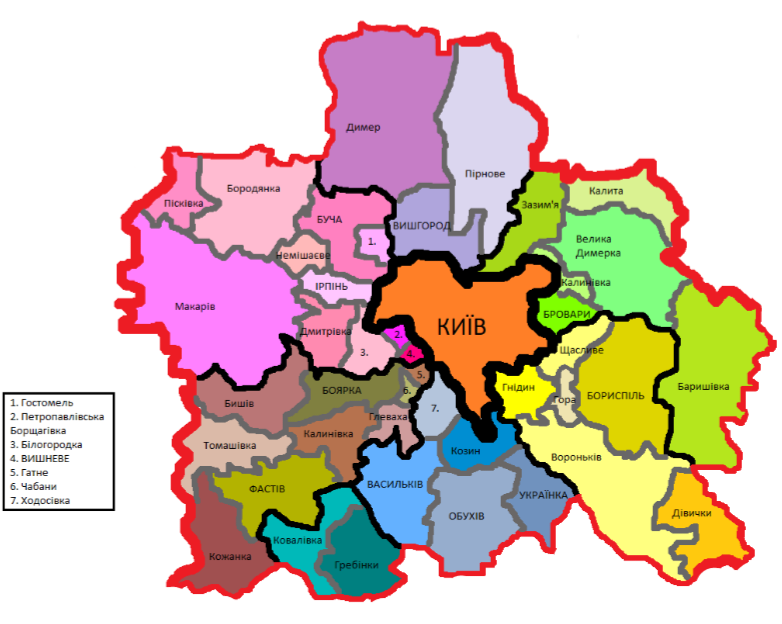
Адміністративно-територіальний поділ Київської агломерації

- міст: Київ, Боярка, Бориспіль, Бровари, Буча, Васильків, Ірпінь, Обухів, Українка, Фастів, Вишгород, Вишневе
- районів: Бориспільський, Броварський, Вишгородський, Бучанський, Фастівський і Обухівський

## Населення

### Агломерація

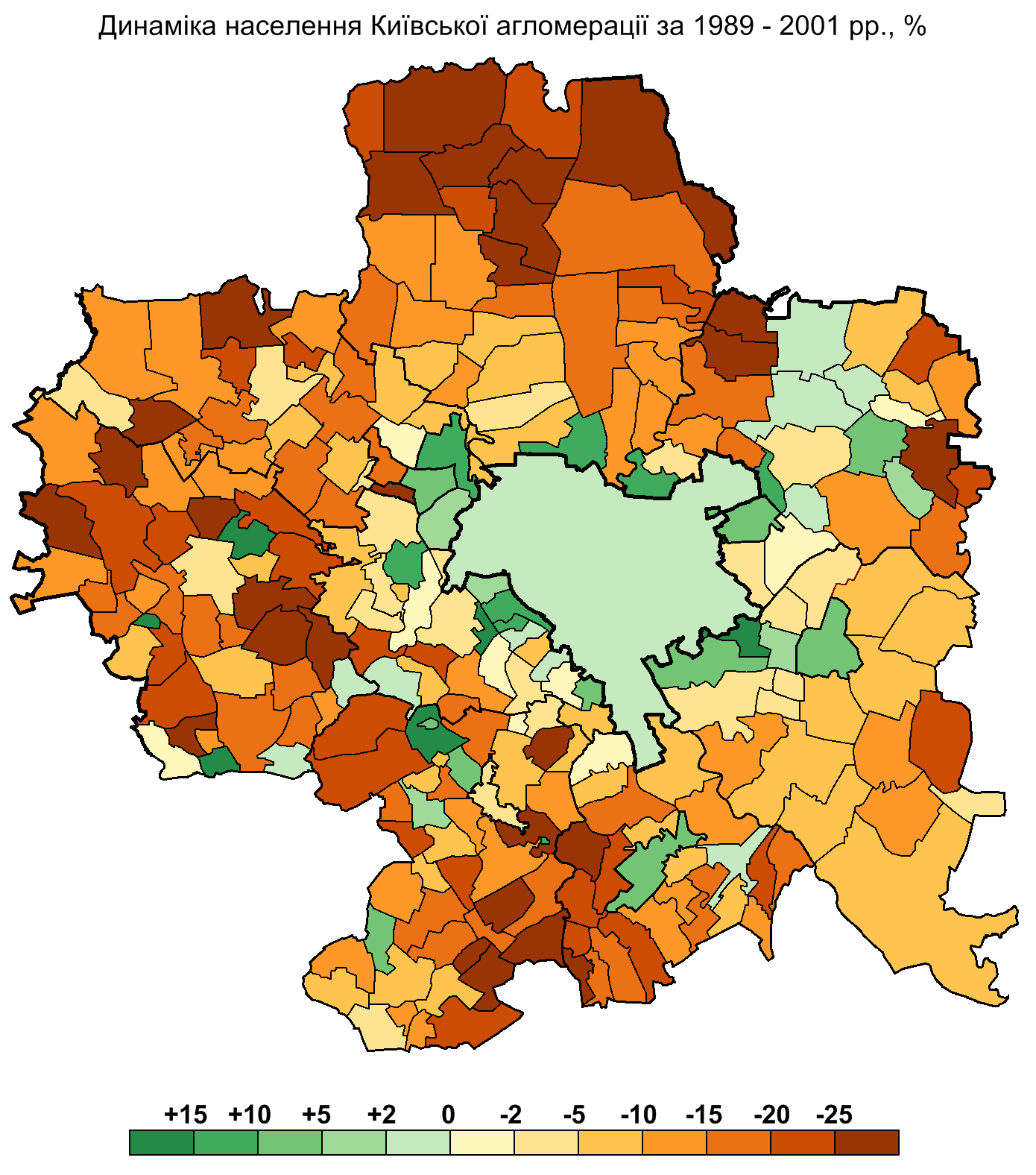
Динаміка чисельності населення Київської агломерації за 1989—2001 рр.

Київська агломерація — надміське формування, що включає в себе Київ і передмістя. Київська агломерація є найбільшою в Україні за населенням, площею і фінансово-економічними показниками.
Населення агломерації становить до 4 млн осіб. Структуру агломерації можна поділити на три зони — ядро, перший та другий пояс міст-супутників. Деякі міста настільки розрослись, що сформували свої агломерації. До них належать такі агломерації:
- Броварська — Бровари-Калинівка-Велика Димерка — 140 тис. осіб, станом на 01.10.2014 р.;
- Бучанська — Буча-Ірпінь-Гостомель-Ворзель-Немішаєве-Бородянка — 180 тис. осіб;
- Обухівсько-Українська — Обухів-Українка-Трипілля — 50 тис. осіб.
- Вишнева — Вишневе-Святопетрівське — 40 тис. осіб;
- Боярська — Боярка-Тарасівка-Нове — 40 тис. осіб;

На південному-заході Києва вздовж його межі тягнеться суцільна забудова від Петропавлівської Борщагівки до Лісників.

### Статистика
- Чисельність населення — 4 280 тис. осіб, в тому числі м. Київ — 2 964 тис. осіб (01/11/2019)

(Існує оцінка мешканців Києва за споживанням хліба, що дає гіпотетичні 4 130 — 5 206 тис. осіб): в тому числі в передмістях — 1 076 тис. осіб.
- Площа — 13 534 км².
- Густота населення — 268,4 осіб/км².

Сайт citypopulation.de оцінює населення агломерації у 3,375 млн осіб (138 місце у світі) [Архівовано 4 Липня 2010 у Wayback Machine.]. 
Сайт populationdata.net  — 4,64 млн (101 місце) [Архівовано 17 Серпня 2016 у Wayback Machine.].
Різниця в оцінках залежить від того, яку максимальну відстань від центру агломерації до населеного пункту вважати прийнятною, для його включення в склад. Можна вибрати 50 км, 75 км або 90 км.

Міста Київської агломерації
| Місто       | Площа, км² | Наявне населення | Густота населення (осіб/км²) | Відстань до м. Незалежності автошляхами, (км) |
| ----------- | ---------- | ---------------- | ---------------------------- | --------------------------------------------- |
| Київ        | 847        | 2 962 200        | 3 497                        | 0                                             |
| Біла Церква | 67,8       | 210 331          | 6186                         | 89                                            |
| Бровари     | 34         | 108 074          | 2 948                        | 25                                            |
| Бориспіль   | 37         | 63 000           | 2 750                        | 39                                            |
| Буча        | 26,57      | 62 101           | 238                          | 28                                            |
| Боярка      | 13         | 35 411           | 2 689                        | 28                                            |
| Вишгород    | 9          | 29 913           | 2 871                        | 20                                            |
| Васильків   | 21         | 37 529           | 1 857                        | 36                                            |
| Вишневе     | 25         | 40 919           | 1 457                        | 16                                            |
| Ірпінь      | 117        | 77 587           | 662                          | 26                                            |
| Обухів      | 24         | 33 664           | 1 348                        | 45                                            |
| Українка    | 6          | 15 997           | 2 595                        | 45                                            |
| Фастів      | 43         | 48 265           | 1 186                        | 73                                            |
| Ржищів      | 35,6       | 7 523            | 209                          | 78                                            |
| Березань    | 32,9       | 16 554           | 2689                         | 80                                            |
| Переяслав   | 32         | 27 618           | 863                          | 90                                            |
| Узин        | 80         | 12 000           | 150                          | 90                                            |
| Кагарлик    | 21         | 14 000           | 665                          | 80                                            |